# جوناثان ريا
جوناثان ريا (بالإنجليزية: Jonathan Rea)‏ مواليد 2 فبراير 1987 في أيرلندا الشمالية، هو متسابق دراجات نارية بريطاني. نافس في بطولة العالم للسوبربايك وبطولة العالم للسوبرسبورت وبطولة العالم للموتو جي بي.

## وصلات خارجية
- جوناثان ريا على موقع MotoGP.com (الإنجليزية)
- جوناثان ريا على موقع WorldSBK.com (الإنجليزية)

- الموقع الإلكتروني